# Essehof
Essehof ist eine Ortschaft in der Gemeinde Lehre im Landkreis Helmstedt in Niedersachsen.

## Geografie
Das Dorf liegt direkt südlich der A 2 und 4,5 km westlich vom Autobahnkreuz Wolfsburg/Königslutter. Es befindet sich südlich des Kernortes Lehre und grenzt im Nordwesten an Wendhausen sowie an Hordorf im Süden.

## Geschichte
Essehof wird 1179 erstmalig in einer Urkunde als Ededesheim erwähnt.
1968 wurde der Tierpark Essehof eröffnet. Er liegt östlich des Kernbereichs des Ortes und ist ein Schwesterzoo des 15 km entfernt gelegenen Zoos Braunschweig.
Am 1. Juli 1972 wurde Essehof in die Gemeinde Lehre eingegliedert. Am 1. März 1974 wechselte Essehof vom Landkreis Braunschweig in den Landkreis Helmstedt, weil der Landkreis Braunschweig aufgelöst wurde.

### Einwohnerentwicklung
| Lehre-Essehof – Bevölkerungsentwicklung seit 2011                                                                     | Lehre-Essehof – Bevölkerungsentwicklung seit 2011 | Lehre-Essehof – Bevölkerungsentwicklung seit 2011 | Lehre-Essehof – Bevölkerungsentwicklung seit 2011 | Lehre-Essehof – Bevölkerungsentwicklung seit 2011 |
| Entwicklung | Jahr                                              | Einwohner                                         | Anmerkungen                                       |                                                   |
| --- | ------------------------------------------------- | ------------------------------------------------- | ------------------------------------------------- | ------------------------------------------------- |
| Hier fehlt eine Grafik, die leider im Moment aus technischen Gründen nicht angezeigt werden kann. Wir arbeiten daran! | 2011                                              | 405                                               | zum 31. Dezember                                  |                                                   |
| Hier fehlt eine Grafik, die leider im Moment aus technischen Gründen nicht angezeigt werden kann. Wir arbeiten daran! | 2012                                              | 402                                               | zum 31. Dezember                                  |                                                   |
| Hier fehlt eine Grafik, die leider im Moment aus technischen Gründen nicht angezeigt werden kann. Wir arbeiten daran! | 2018                                              | 404                                               | zum 1. Februar                                    |                                                   |
| Hier fehlt eine Grafik, die leider im Moment aus technischen Gründen nicht angezeigt werden kann. Wir arbeiten daran! | 2020                                              | 395                                               | zum September                                     |                                                   |

## Politik

### Ortsrat
| Ortsrat Lehre-Essehof 2021–2026Insgesamt 5 Sitze - SPD: 3 - CDU: 2 |

### Ortsbürgermeister(in)
Renate Schmidt (SPD) ist seit 2021 Ortsbürgermeisterin von Lehre-Essehof. Ihre Stellvertreterin ist Carolin Scholz (SPD). Im Jahr 2024 wird Scholz voraussichtlich Schmidt in dieser Funktion ablösen.